# Діелектрична спектроскопія

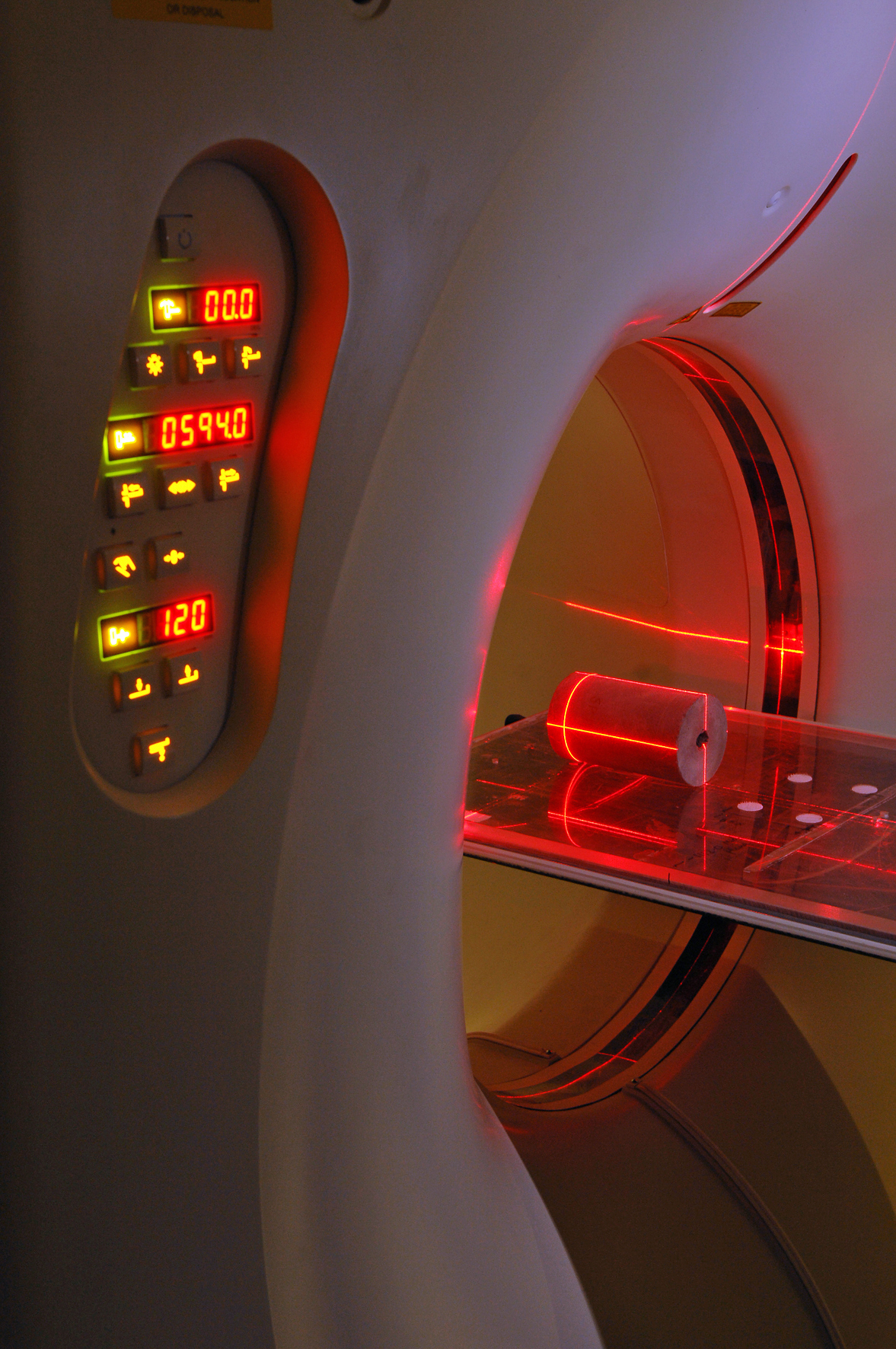
Прилад для діелектричної спектроскопії

Діелектрична спектроскопія є частиною імпедансної спектроскопії - розділ спектроскопії, що вивчає діелектричні властивості середовища в залежності від частоти.
Метод діелектричної спектроскопії дає змогу отримати та обґрунтувати в заданому діапазоні частот основні електричні параметри електронних матеріалів, які досліджуються чи розробляються. Діелектрична спектроскопія заснована на взаємодії зовнішнього електричного поля з елементарними структурами з різних матеріалів, що виражається частотною залежністю комплексної діелектричної проникності (іноді діелектрична спектроскопія вважається підкласом імпедансної спектроскопії, що використовується в електротехніці). У цьому універсальному методі, який включає властивості накопичення та розсіювання енергії, аналізуються мікроскопічні та субмікроскопічні явища матеріалів, тобто електронні, іонні та молекулярні поляризаційні реакції матеріалу, а також електрична поляризація та динаміка передачі заряду зв’язаного та вільного заряду. частинок. Розробка нових матеріалів для електронних компонентів вимагає інформації про їх властивості в широкому діапазоні частот.

## Історія
Термін «діелектрична спектроскопія» вперше з'явився в роботі, присвяченій вивченню феритів. У застосуванні до сегнетоелектриків і п'єзоелектриків цей метод дослідження твердих матеріалів вперше опублікував український вчений Ю.М. Поплавко та його співробітники, де як графіки Боде, так і діаграма Найквіста вперше були використані для опису діелектричних спектрів. За першими публікаціями вийшла низка багатьох інших статей за участю автора, який першим підсумовує результати у книзі. Спочатку діелектрична спектроскопія твердих тіл розглядалася як один із напрямків фізики твердого тіла, присвячений природі електричної поляризації та діелектричних втрат. Згодом виявилося, що діелектрична спектроскопія не тільки оцінює придатність тих чи інших матеріалів для використання в техніці, але й дає можливість досліджувати складні механізми фазових переходів у твердих тілах, полімерах, рідких кристалах, біологічних об’єктах тощо.

## Сучасний стан діелектричної спектроскопії
Мікроскопічні і макроскопічні механізми електричної поляризації постійно досліджуються в багатьох роботах; при цьому широкосмугова діелектрична спектроскопія стає одним із важливих методів дослідження, який тепер знайшов відбиття в сотнях статей та кількох книгах. Найвизначнішим у цій галузі є збірка праць вісімнадцяти авторів, видана під редакцією докторів Р. Кремера та А. Шенхальса, що стосується різних аспектів діелектричної спектроскопії з акцентом на полімерних матеріалах. Крім того, слід відзначити тринадцять доповідей із семінару «Широкосмугова діелектрична спектроскопія», опублікованих під редакцією д-ра Ю. П. Калмикова. Певне значення для цього питання має «Імпедансна спектроскопія», опублікована В.Ф. Львовичем, але присвячена переважно вивченню електрохімічних процесів. Нещодавно збірник із десяти статей під редакцією Р. Ріхерта у книзі «Нелінійна діелектрична спектроскопія» переважно вивчає рідкі діелектрики та полімери. Найближчими до проблеми діелектричної спектроскопії твердих тіл є численні роботи Інституту фізики Академії наук Чеської Республіки, напр. оглядові роботи.. 
Остання книга з діелектричної спектроскопії, що була написана проф. Ю.М. Поплавко і видана в США у 2021 році англійською мовою, включає результати чотирьох десятиліть досліджень і застосувань діелектричної спектроскопії твердих тіл, переважно для дослідження матеріалів, перспективних для використання в електроніці. Книга відрізняється від інших робіт детальнішим аналізом особливостей діелектричних спектрів, зумовлених специфічними механізмами електричної поляризації та провідності. Деякі оригінальні методи представлені для моделювання частотних розподілів як релаксорів, так і осциляторів; це запропоновано узагальнення для різних частотно-температурних діелектричних спектрів сегнетоелектриків. Також описано деякі оригінальні методи дослідження сегнетоелектриків на мікрохвилях, включаючи основні особливості дослідження тонких плівок. При цьому книга не обтяжена складними математичними доказами і має допомогти читачам швидко зрозуміти, як застосовувати методи діелектричної спектроскопії до власних дослідницьких задач.

## Див також
- Діелектрик
- Спектроскопія
- Співвідношення Крамерса — Кроніга